# Март-оол, Кима Биче-ооловна
Кима Биче-ооловна Март-оол (11 августа 1936—2014) — заслуженный учитель школы Тувинской АССР, Народный учитель Республики Тыва, специалист в области тувинского языкознания, методист, кандидат педагогических наук, доцент, ведущий научный сотрудник Тувинского института гуманитарных исследований, отличник народного просвещения РСФСР.

## Биография
Родилась 11 августа 1936 года на берегу озера озера Мешкен-Холь (на территории современного Бай-Тайгинского кожууна) Тувинской народной республики. Окончив школу № 2 города Кызыла, поступила в Кызылский учительский институт. В 1956 году поступает в Кызылский педагогический институт и заканчивает в 1962 году, получив специальность учителя тувинского языка и литературы. Свою трудовую деятельность она начала в Теве-Хаинской и Хайыраканской средних школах Дзун-Хемчикского кожууна учителем родного я зыка и литературы. В 1964 году как квалифицированный и способный педагог была направлена преподавателем тувинского языка и литературы в Тувинскую студию Ленинградского института театра, музыки и кинематографии. Через год она поступила в очную аспирантуру Ленинградского государственного педагогического института им. А. И. Герцена, в 1969 году успешно защитила кандидатскую диссертацию на соискание ученой степени по методике преподавания тувинского языка. В 1968 году была принята научным сотрудником сектора языка и письменности Тувинского научно-исследовательского института языка, литературы истории. В 1970 году переведена в Кызылский педагогический институт в качестве преподавателя кафедры тувинского языка и литературы, где проработала свыше 30 лет. С 1973 по 1983 годы — декан филологического факультета КГПИ. В 1987 году была избрана по конкурсу на должность заведующего кафедрой тувинской филологии и руководила кафедрой в течение 5 лет. С 2002 по 2014 годы работала ведущим научным сотрудником сектора языка и письменности ТИГПИ.

## Научная деятельность
К. Б. Март-оол является автором учебников и методических пособий по тувинскому языку для школ республики, рецензентом многих научно-методических работ для школ, средних и высших учебных заведений. Она — автор более 60 научных и учебно-методических работ для тувинских школ. Написаны ею в соавторстве словари «Русско-тувинский словарь педагогических терминов» (1974), «Русско-тувинский словарь» (1980), учебник для 1-го класса «Ужуглел», составлена учебная программа по методике преподавания тувинского языка в вузе, программа по спецкурсу по методике, практикум по тувинскому языку, методические указания по проведению НПП и предпрактики студентов 4-5 курсов к учебнику 4-го класса (1975, 1988, 1992), к учебнику «Ужуглел» (1992). В 2002 г. ею опубликована монография «5-6 класстарга Тыва дылды башкылаарының методиказы», учебники и учебно-методические работы — «Тыва дылдың методиказы», «Русско-тувинский словарь педагогических терминов», «1-2 курстарга Тыва дылдың практиктиг кичээлдериниң программазы», «4 класстың өөредилге номунга методиктиг сүмелер», «1-ги класстың өөредилге номунга методиктиг сүмелер», «Тыва дылдың методика программазы», «Кирериниң экзаменнеринге программазы». Научно-методические статьи К. Б. Март-оол по проблемам преподавания тувинского языка в школах республики систематически публикуются в журнале «Башкы» и в газете «Шын». К. Б. Март-оол играла ведущую роль в научной, учебно-методической работе в республике, в подготовке и формировании учителей школ республики. Кима Биче-ооловна в последние годы активно и плодотворно занималась лексикографией тувинского языка. Участвовала в составлении дополненного издания «Тувинско-русского словаря». Она закончила словарь лингвистических терминов, начатый, но не законченный профессором Ш. Ч. Сатом. В конце 2013 г. он вышел в свет под названием «Краткий русско-тувинский словарь лингвистических терминов».

## Награды и звания
За многолетнюю плодотворную научную, общественную и преподавательскую деятельность она удостоена почётных званий:
- «Заслуженный учитель школы Тувинской АССР»
- «Народный учитель Республики Тыва»
- медаль  «Ветеран труда»
- «Отличник народного просвещения РСФСР»

внесена в Государственную книгу «Заслуженные люди Тувы XX века».